# Sara Jane Lippincott

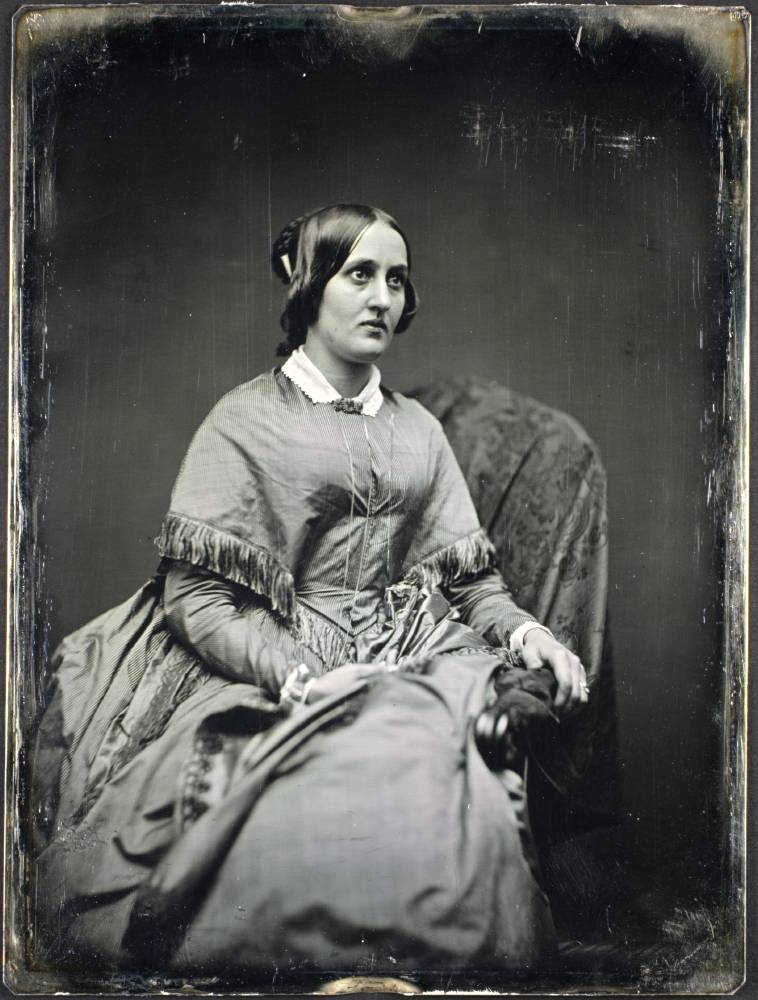
Sara Jane Lippincott („Grace Greenwood“), ca. 1850

Sara Jane Lippincott, geborene Clarke, auch unter dem Pseudonym Grace Greenwood bekannt (* 23. September 1823 in Pompey, New York; † 20. April 1904 in New Rochelle, New York), war eine US-amerikanische Autorin, Dichterin, Korrespondentin, Dozentin und Zeitungsgründerin. Als eine der ersten Frauen, die Zugang zu den Pressetribünen des US-Kongresses erhielten, nutzte sie ihre Fragen, um sich für soziale Reformen und die Rechte der Frauen einzusetzen.
Zu ihren bekannten Büchern gehören History of My Pets (1850), Recollections of My Childhood (1851), Stories of Many Lands (1866), Merrie England (1854), Bonnie Scotland (1861), Stories and Legends of Travel and History sowie Stories and Sights of France and Italy (1867). Bei den „Bänden für ältere Leser“ handelt es sich um zwei Reihen mit gesammelten Prosa-Schriften, Greenwood Leaves (1849, 1851), Poems (1850), Haps and Mishaps of a Tour in Europe (1852), A Forest Tragedy (1856), A Record of Five Years (1867), New Life in New Lands (1873) und Victoria, Queen of England (1883). Lippincott war als Redakteurin und Mitarbeiterin mit verschiedenen amerikanischen Magazinen sowie Wochen- und Tageszeitungen verbunden. Lippincott schrieb auch viel für Londoner Zeitschriften, insbesondere für All the Year Round. Mehrere Jahre lang lebte sie fast ausschließlich in Europa, um ihre stark angeschlagene Gesundheit zu schonen und ihre Tochter zu erziehen. Als sie in die Vereinigten Staaten zurückkehrte, lebte sie in Washington, D.C. und dann in New York City.
Sie war ein prominentes Mitglied der Literaturszene von New York, zusammen mit Anne Lynch Botta, Edgar Allan Poe, Margaret Fuller, Ralph Waldo Emerson, Horace Greeley, Richard Henry Stoddard, Andrew Carnegie, Mary Mapes Dodge, Julia Ward Howe, Fitz-Greene Halleck, Delia Bacon, Bayard Taylor und anderen.

## Leben

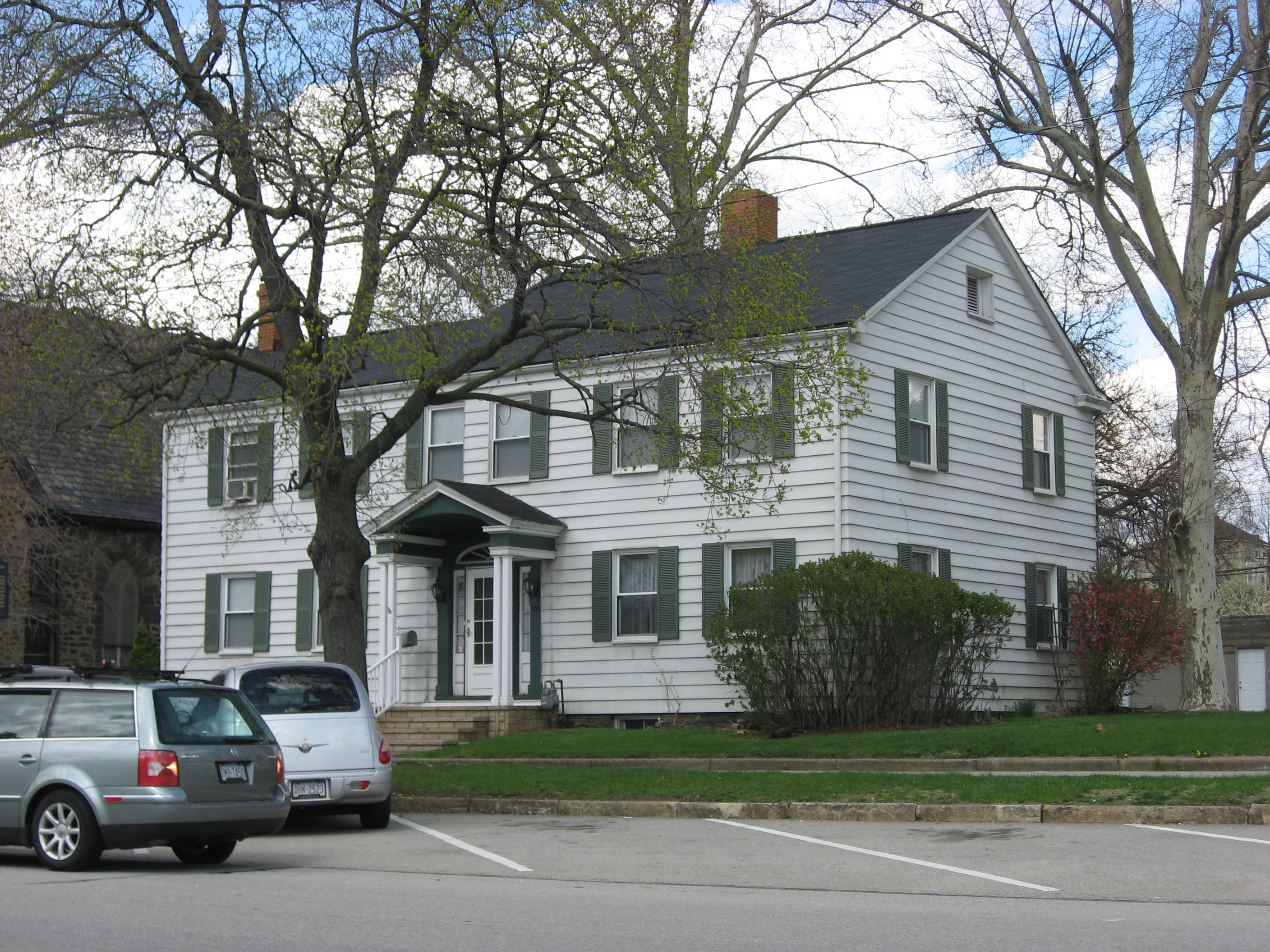
Haus der Familie in New Brighton, PA

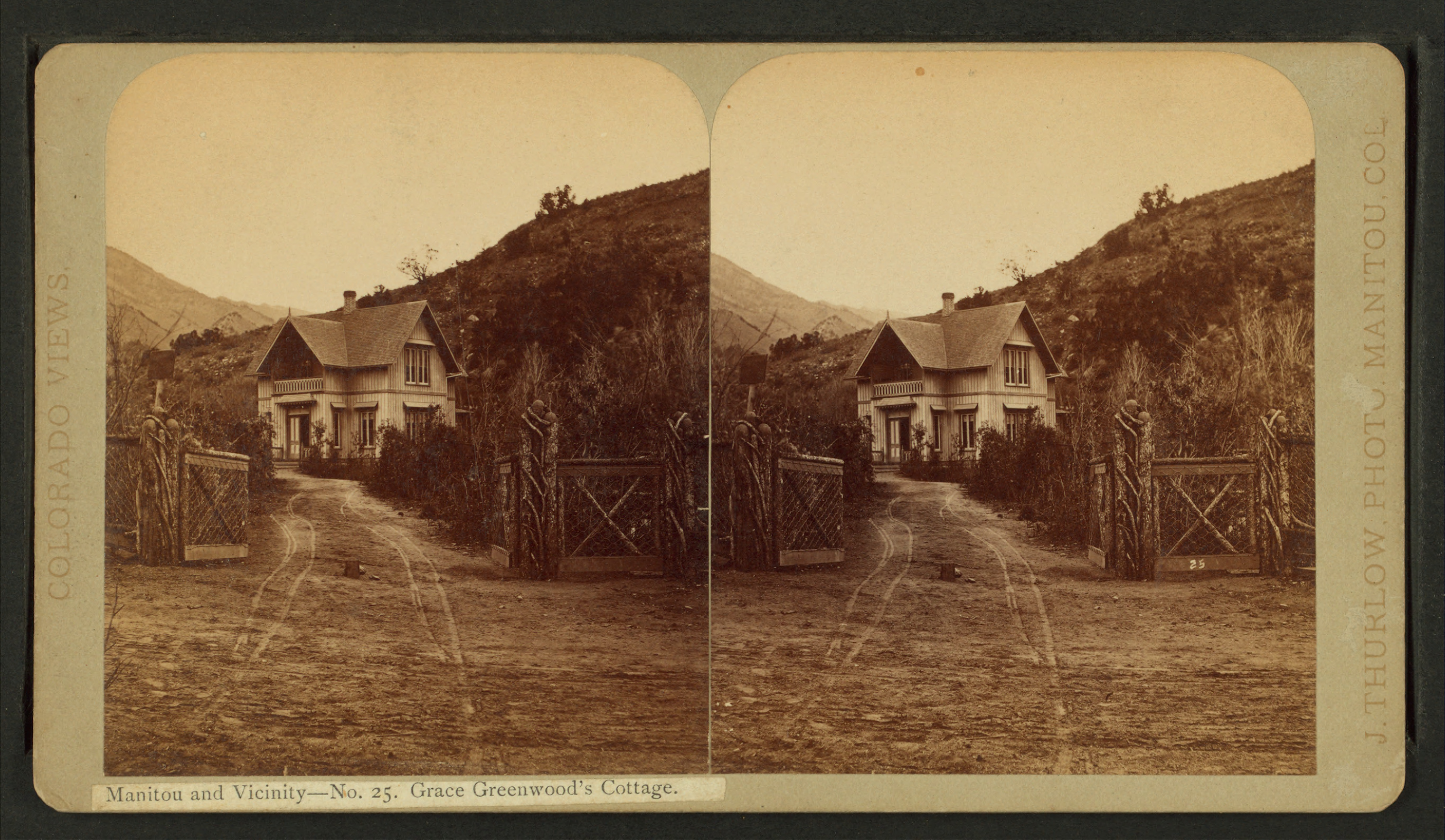
Lippincotts Sommerhaus in Manitou Springs, CO, Aufnahme von J. Thurlow, ca. 1870

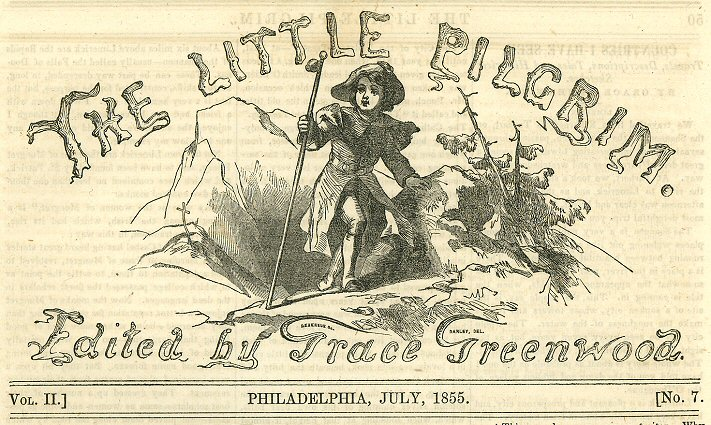
Zeitungskopf von The Little Pilgrim, 1855

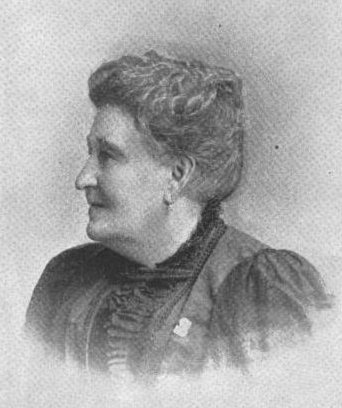
Sara Jane Lippincott in Famous American Men and Women von Stanley Waterloo und John Wesley Hanson, Jr. 1896

Sara Jane Clarke wurde als Tochter von Deborah Baker Clarke (ca. 1791–1874) und dem Arzt Thaddeus C. Clarke (1770–1854) als zweites Kind nach einem älteren Bruder geboren.
Im Alter von zwölf Jahren ging sie in Rochester, New York, zur Schule und lebte mit ihrem älteren Bruder zusammen. Ihre Schulbildung war nicht besonders bemerkenswert, aber sie lernte Italienisch, Mathematik und englische und französische Geschichte. Sie begeisterte sich für Literatur und es wurde deutlich, dass das Schreiben ihre Berufung war. Im Alter von sechzehn Jahren lieferte sie den Zeitungen in Rochester Artikel, die als „fresh, piquant, racy“ bezeichnet wurden. 1842 (oder 1843) zog die Familie nach New Brighton, Pennsylvania, wo ihr Vater als Arzt praktizierte und das sie für den Rest ihres Lebens als ihr Zuhause betrachtete. Dort besuchte sie das Greenwood Institute, eine Internat für Frauen, von wo sie möglicherweise ihr Pseudonym übernommen hat. Sie verließ die Schule im Alter von neunzehn Jahren.
Nicht lange nach ihrer Rückkehr nach Hause, in den Jahren 1845 und 1846, begann sie unter dem Pseudonym Grace Greenwood zu schreiben. Die ersten Schriften Lippincotts entstanden in Form von Gedichten und Kindergeschichten, die sie in lokalen Zeitungen veröffentlichte. 1844 erregte sie im Alter von 21 Jahren nationale Aufmerksamkeit mit einem Gedicht, das im New-York Mirror veröffentlicht wurde, der damals von George Pope Morris und Nathaniel Parker Willis herausgegeben wurde. Bald darauf schrieb sie sowohl unter ihrem Vornamen als auch unter ihrem Pseudonym für das Home Journal und andere Literaturzeitschriften der damaligen Zeit. Im Oktober 1849 wurde sie in Godey's Lady's Book als Redaktionsassistentin aufgeführt und war auch Redakteurin von Godey's Dollar Newspaper.
Sechs oder acht Jahre lang war sie im Sommer in New Brighton. Im Winter war sie in Philadelphia, Washington, D.C. oder New York City und schrieb für John Greenleaf Whittier, Willis und Morris, Neal's Gazette oder Godey. Lippincott war die erste „Korrespondentin“ in Washington, D.C. und begann ihre Arbeit in diesem Bereich 1850 mit Briefen an eine Zeitung in Philadelphia. In diesem Jahr wurden viele ihrer frühen Skizzen und Briefe von Ticknor and Fields unter dem Namen „Greenwood Leaves“ gesammelt und neu veröffentlicht. Später wurde sie Korrespondentin der Saturday Evening Post. Sie war eine hoch angesehene Journalistin und setzte sich immer wieder für die Reform der Rolle und der Rechte der Frau ein. Sie trat der The National Era bei, einer wöchentlich erscheinenden abolitionistischen Zeitung, und redigierte die serialisierte Originalfassung von Harriet Beecher Stowes Uncle Tom's Cabin und schrieb Kolumnen, Reisebriefe und Artikel. Ihre entschiedenen abolitionistischen Ansichten trugen zu der anhaltenden nationalen Kontroverse bei.
Lippincotts Gedichte fanden bei der Kritik große Beachtung. Eine veröffentlichte Sammlung, Poems (1851), enthielt leidenschaftliche Poesie und Hinweise auf ihre intime Freundschaft zu Anna Phillips, was auf eine Akzeptanz intimer gleichgeschlechtlicher Freundschaften hindeutete. Ebenfalls in diesem Jahr veröffentlichte sie History of My Pets. Sophia Hawthorne schrieb, dass ihr Mann, der Schriftsteller Nathaniel Hawthorne, es für „das beste Kinderbuch, das er je gesehen hat“ hielt.
1853 reiste sie im Auftrag der New York Times zum ersten Mal nach Europa und war damit die erste weibliche Reporterin auf der Gehaltsliste der Times. Sie verbrachte etwas mehr als ein Jahr im Ausland, das sie in der Widmung eines ihrer Jugendbücher an ihre Tochter als „das goldene Jahr ihres Lebens“ bezeichnete. Ihre Reiseberichte waren viel beachtete Beiträge zur Literatur der damaligen Zeit. Die Korrespondenz wurde unmittelbar nach ihrer Rückkehr gesammelt und unter dem Titel Haps and Mishaps of a Tour in Europe veröffentlicht. Nach ihrer Rückkehr unternahm sie auch häufige Ausflüge nach Kalifornien und schrieb lebendige Beschreibungen des Landes. Im Herbst 1855 veröffentlichte sie Merrie England, das erste einer Reihe von Büchern über Auslandsreisen für Kinder. Nathaniel Hawthorne kritisierte ihre Reisebriefe, nannte sie eine  ink-stained woman und behauptete, er könne es genauso gut. Trotzdem scheint Lippincott mit Hawthornes Familie gut ausgekommen zu sein. Den Kindern Julian und Una Hawthorne widmete sie ihr Kinderbuch Recollections of My Childhood, and Other Stories.
Am 17. Oktober 1853 heiratete sie Leander K. Lippincott aus Philadelphia, der als Korrespondent für mehrere New Yorker Zeitungen tätig war. Im selben Jahr gründeten Lippincott und ihr Mann The Little Pilgrim, ein monatliches Kindermagazin, das der Unterhaltung, dem Unterricht und dem Wohlergehen von Kindern gewidmet war. Schon bald verfasste sie Zeitschriftenartikel und Essays, wobei ihre Beiträge historische und biografische Informationen vermittelten. In dieser Zeitschrift gab Louisa May Alcott ihr Debüt als Autorin von Kindergeschichten. Von Zeit zu Zeit gesammelt und von Ticknor and Fields herausgegeben, bildeten sie eine Jugendbibliothek mit fast einem Dutzend Bänden, die sich durch die gelungene Vermittlung historischer Informationen auszeichnete.
Am 3. Oktober 1855 bekamen sie eine Tochter, Annie Grace. Im Frühjahr 1856 erschien ein Band mit dem Titel A Forest Tragedy and other Tales, und im Herbst 1857 erschien mit Stories and Legends of History and Travel der zweite Band ihrer Reiseserie.
Lippincott zeichnete sich als Dozentin für literarische Themen aus. Sie hielt vor und während des Bürgerkriegs auch zahlreiche Vorträge über ihre abolitionistische Haltung und andere soziale Themen wie Gefängnis- und Anstaltsreformen sowie die Abschaffung der Todesstrafe. Während des Krieges hielt Lippincott Vorträge vor Soldaten und auf Sanitätsmessen. Abraham Lincoln bezeichnete sie als „Grace Greenwood, the Patriot“, doch vor allem nach dem Krieg rückten die Rechte der Frauen in den Mittelpunkt ihrer Reden. Ihre Schriften aus dieser Zeit wurden in Records of Five Years (1867) wiederveröffentlicht. In den 1870er Jahren schrieb Lippincott hauptsächlich für die New York Times. Ihre Artikel befassten sich vor allem mit Frauenfragen, so setzte sie sich beispielsweise für das Recht von Fanny Kemble auf das Tragen von Hosen, für das Wahlrecht von Susan B. Anthony und für das Recht aller Frauen auf gleichen Lohn für gleiche Arbeit ein.
Die Ehe war keine glückliche Verbindung. Nachdem ihr Mann 1876 aus den Vereinigten Staaten geflohen war, um einer Strafverfolgung wegen Veruntreuung von Regierungsgeldern zu entgehen, setzte Lippincott ihre schriftstellerische Tätigkeit fort und nahm ihre Lehrtätigkeit wieder auf, um sich und ihre Tochter zu unterstützen.
Im Jahr 1879 lebte Lippincott in London, nachdem sie mit ihrer Tochter nach Europa gezogen war. Sie schrieb für die New York Times und eine kalifornische Zeitschrift mehrere Serien von Briefen aus Europa, vor allem aus London. Sie arbeitete für das London Journal und schrieb auch eine Biografie, Queen Victoria: Her Girlhood and Womanhood (1883). Im Jahr 1887 kehrte sie in die Vereinigten Staaten zurück und arbeitete dort weiter. Im Jahr 1895 lebte sie mit ihrer Tochter auf dem Capitol Hill und arbeitete an dem Werk Recollections of Washington. Doch so sehr sie die Hauptstadt auch liebte, ihre Gesundheit war besser, wenn sie im Ausland lebte.
Zuletzt lebte Lippincott mit ihrer Tochter in New Rochelle, New York, wo sie am 20. April 1904 an einer Bronchitis starb. Lippincott ist im Civil WarAbschnitt des Grove Cemetery in New Brighton begraben. Ihr Nachruf erschien auf der Titelseite der New York Times, was ihre Bedeutung als literarische Figur des neunzehnten Jahrhunderts zeigt.
Lippincotts Stil war zu ihrer Zeit neu. Ihre Schriften wiesen Charme auf, die Sprache war redundant, aber nicht überladen, malerisch, ohne dass sie sich darum bemühte.Vorlage:Sfn Als Briefschreiberin bezauberte sie die Leser durch ihren Stil. In den Schriften Lippincotts lassen sich drei Entwicklungsphasen, drei Epochen einer literarischen Laufbahn unterscheiden. Die erste dauerte von den Internatstagen bis zur Heirat, vom ersten fröhlichen Geplauder und den Greenwood Leaves bis zur vollen, weichen Blüte, wie sie sich in den Briefen aus Europa zeigt. Dann folgt ein Jahrzehnt, in dem sie vor allem Geschichten für Kinder schrieb. Mit dem Bürgerkrieg begann die dritte Periode, die Jahre, die von den Kämpfen des mittleren Lebens geplagt waren.

## Werke
- Greenwood Leaves (1850)
- History of my Pets (1851)
- Poems (1851)
- Recollections of my Childhood, and other stories (1852)
- Haps and Mishaps of a Tour in Europe (1854)
- Merrie England (1855)
- Forest Tragedy, and other tales (1856)
- Stories and Legends of Travel and History (1857)
- Stories from Famous Ballads (1860)
- Bonnie Scotland (1861)
- Records of Five Years (1867)
- Stories and Sights of France and Italy (1867)
- Stories of Many Lands (1867)
- Eminent Women of the Age: being narratives of the lives and deeds of the most prominent women of the present generation (1868)
- Summer Etchings in Colorado (1873)
- New Life in New Lands (1873)
- Heads and Tails: studies and stories of pets (1875)
- Emma Abbott, prima donna (1878)
- Treasures from Fairyland (1879)
- Queen Victoria, her girlhood and womanhood (1883)
- Stories for Home-folks, young and old (1884)
- Stories and Sketches (1892) (mit Rossiter W. Raymond)